# Equiano (cráter)
Equiano es un cráter de impacto de 102 km de diámetro del planeta Mercurio. Debe su nombre al escritor beninés Olaudah Equiano (c. 1750-1797), y su nombre fue aprobado por la  Unión Astronómica Internacional en 1976.